# Mossula variopicta
Mossula variopicta är en insektsart som beskrevs av Willemse, C. 1961. Mossula variopicta ingår i släktet Mossula och familjen vårtbitare. Inga underarter finns listade i Catalogue of Life.